# إليزابيث بيرغوين كوربيت
إليزابيث بيرغوين كوربيت (بالإنجليزية: Elizabeth Burgoyne Corbett)‏ (1846، ويغان في المملكة المتحدة - 1930، سوفولك في المملكة المتحدة)؛ مؤلِّفة، كاتِبة مسرحية وروائية بريطانية.